# 岑拯
岑拯（1964年12月—），男，湖北省浠水县丁司垱人，中华人民共和国航天科技人物。曾任长征三号甲运载火箭总指挥（2004年—？）、嫦娥探月工程长征三号系列运载火箭系统总指挥。现任长征九号运载火箭总指挥。

## 生平
1982年进入北京航空航天大学空气动力学专业学习，1986年本科毕业后在校攻读研究生，1989年毕业进入航空航天部一院从事正在研制中的长征三号甲运载火箭的空气动力和热设计工作。1994年2月8日，该型火箭首飞成功，其后不久他调入总体室担任总体组组长。2004年，岑拯出任长三甲系列火箭总指挥。2004年9月，长三甲遥九火箭在测试中发生与长三乙首发箭严重事故类似的惯性基准平台“倒台”现象，他及时合理组织各系统人员查明原因，解决了问题。
因嫦娥探月工程初期主要使用长征三号系列运载火箭，他长期担任该工程火箭系统总指挥
。现任长征九号运载火箭总指挥。